# Liévin Van der Looy
Lieven van der Looy (Sint-Amands-aan-de-Schelde, 13 februari 1796 - 14 januari 1871) was lid van het Belgisch Nationaal Congres. 

## Levensloop
Franciscus Van der Looy, een schipper uit Oude-Tonge bij Willemstad en getrouwd rond 1793 met Coleta Van Cauter, stamde uit een schippersfamilie. Ook zijn vader, Adrianus Vanderloo en zijn moeder Adriana Bouwens, waren schippers.
Na het huwelijk kwamen ze in Sint-Amands wonen er kregen er twaalf kinderen, met Lieven als tweede. Hij en verschillende broers en zussen werden schipper. Toch deed hij duidelijk voortreffelijke rechtenstudies want in 1830 werd hij vermeld als pleitbezorger en van 1830 tot 1833 als stadssecretaris van Aalst. Van 1834 tot 1836 was hij schepen en van 1837 tot 1848 gemeenteraadslid in die stad. Beroepshalve werd hij notaris.
De kiezers van het arrondissement Aalst stuurden hem in oktober 1830 naar het Nationaal Congres. Hij werd gecatalogeerd onder de katholieke democraten. Hij stemde voor de onafhankelijkheidsverklaring en voor de eeuwigdurende uitsluiting van de Nassaus. Bij de eerste verkiezing voor een koning stemde hij voor de hertog van Leuchtenberg. Hij wilde niet van de kandidaat Leopold van Saksen Coburg weten en stemde voor Surlet de Chokier als koning. Hij stemde ook tegen het Verdrag der XVIII artikelen.
Van der Looy trouwde achtereenvolgens met Catharina Marcx en met Octavia De Waepenaart. Na tijdens zijn professioneel leven in Aalst te hebben gewoond, kwam hij zijn laatste levensjaren in zijn geboortedorp slijten.
In Sint-Amands herinnert een Livien Van der Looystraat aan hem.